# Die drei Musketiere (1961)
Die drei Musketiere (Originaltitel: Les Trois Mousquetaires) ist ein französisch-italienischer Film des Regisseurs, Drehbuchautors und Produzenten Bernard Borderie, der 1961 seine Adaption des klassischen Abenteuerromans seines Landsmanns Alexandre Dumas dem Älteren auf die Leinwand brachte. Das Drehbuch des am 4. Oktober 1961 in Frankreich uraufgeführten Films verfasste er mit Jean-Bernard Luc in enger Anlehnung an die Romanhandlung. Der Film besteht aus zwei Teilen. Sie wurden in Deutschland unter den Titeln Haudegen der Königin und Ohne Furcht und Tadel veröffentlicht.

## Handlung
Der junge D’Artagnan soll Musketier des Königs werden. Der Vater gibt ihm für die Reise nach Paris ein Pferd und dazu den Rat, unterwegs kein Duell auszulassen. Als er unterwegs bemerkt, dass er wegen seines Pferdes von einem Edelmann names Rochefort verspottet wird, fordert er ihn daher ohne Zögern zum Duell. Er kann seine Fechtkünste zeigen und dominiert den Kampf, aber er hat sich unwissentlich mit Spionen des Kardinal Richelieu angelegt. Milady de Winter, ebenfalls in den Diensten des Kardinals, beendet den Kampf, indem sie eine Gruppe von Männern dafür bezahlt, d'Artagnan während des Duells von hinten zu überrumpeln. Der Held wird niedergeknüppelt und ausgeraubt. Planchet rettet ihm das Leben, indem er den Angreifern weismacht, dass d'Artagnan bereits tot sei. Er bringt ihn in Sicherheit und schließlich nach Paris. Dort verschafft er d'Artagnan neues Startkapital, indem er sein Pferd verkauft. Dann stellt d'Artagnan sich wie geplant beim Hauptmann der Musketiere vor, wo er die titelgebenden drei Musketiere kennenlernt, mit denen er schließlich diverse Abenteuer erlebt.

## Außenaufnahmen
Für die beeindruckenden Außenaufnahmen des Films nutzte man den Bois de Boulogne, ein Schloss im Département Seine-et-Marne und den kleinen Ort Semur-en-Auxois. Ergänzend dazu sind aufwendige, detaillierte Kulissen und Kostüme zu sehen. Der Regisseur und seine Filmcrew bewiesen hier bereits die Fähigkeit zur farbenprächtigen Umsetzung historischer Stoffe, die später auch in seiner fünfteiligen Filmserie um die Romanheldin Angélique zum Tragen kam.

## Actionszenen
Gerard Barray, der im selben Jahr mit “Fracass, der freche Kavalier” bereits einen Mantel-und-Degen-Film gedreht hatte, ist hier bei Fechtszenen in langen Einstellungen selbst zu sehen. Dabei kämpft er oft gegen eine Überzahl. Wenn er sich erfolgreich gegen mehrere Gegner verteidigt, lässt der Regisseur das dadurch plausibel erscheinen, dass die Angreifer in ihrem Übereifer ungeschickt agieren und dabei manchmal sogar stolpern, ausrutschen oder sich aus Versehen untereinander behindern. Somit erweist sich der Film als überlegen gegenüber zahlreichen späteren Action-Streifen, in deren allzu offensichtlich choreographierten Prügelszenen die Angreifer oft erkennbar mit ihren Attacken warten, bis sie „dran“ sind. Gerard Barray als d'Artagnan nutzt bei seinen Kämpfen alles, was die jeweilige Umgebung an potentiellen Überraschungsmöglichkeiten zu bieten hat, genau wie man es später auch in den Filmen von Jackie Chan sehen konnte. Bei einem von d'Artagnan ausgetragenen Faustkampf, in dem er Madame Bonacieux gegen Entführer verteidigt, lässt Borderie die Hiebe des Helden explosiver wirken, indem er jeweils einige Frames entfernt und die Trefferwirkung durch Soundeffekte betont. Bernard Borderie zeigt hier die Erfahrung, die er bei den Actionszenen seiner erfolgreichen Filmserie mit Eddie Constantine als Lemmy Caution  gewonnen hat.

## Hintergrundinformationen
Gerard Barray spielte nach d'Artagnan weitere Hauptrollen in historischen Abenteuerfilmen, wobei er auch als Robert Surcouf agierte.
Mylène Demongeot war später die weibliche Hauptdarstellerin in den drei Fantômas-Filmen von André Hunebelle (dem Regisseur der Verfilmung von Die drei Musketiere des Jahres 1953) und spielte dort als gefühlsbetonte und temperamentvolle Freundin des Journalisten „Fandor“ (Jean Marais) eine völlig andere Rolle.
Jean Carmet, der hier als „Planchet“ d'Artagnans Leben rettet und sich auch darüber hinaus als sehr gewitzt erweist, spielte später in Der große Blonde mit dem schwarzen Schuh den besten Freund des Helden. Der Film gewann einen Silbernen Bären bei den Internationalen Filmfestspielen in Berlin 1973 und hatte wegen des großen Erfolges auch eine Fortsetzung, in der Carmet dieselbe Rolle spielte. Überdies gewann Carmet dreimal einen César.
Guy Delorme spielte zwei Jahre später in einem weiteren Film von Bernard Borderie den Bösewicht:
Zum Nachtisch blaue Bohnen. 
Georges Descrières, der hier einen sehr eleganten „Athos“ spielt, verkörperte später in einer deutsch-französischen Fernsehserie den klassischen französischen Helden Arsène Lupin.